# شاهین گوانجی
شاهین گوانجی (زادهٔ ۱۳۶۳ در اصفهان)، پژوهشگر ایرانی است. او سفیر جهانی صلح از طرف سازمان جهانی صلح از آمریکا استو در سال ۲۰۱۸ به عنوان سفیر جهانی پیشگیری از کودک آزاری انتخاب شد. وی درحال حاضر به عنوان رئیس شورای ایران در برنامه جهانی پیشگیری از کودک آزاری می‌باشد. او در سال ۲۰۱۸ اقدام به ایجاد کمپین ۳۰۰۰ امضا کرد که در آن مردم ایران حمایت خودرا با امضا از برنامه‌های پیشگیری از کودک آزاری ابراز کردند وی دارنده مدال طلا و نقره و برنز از مسابقات جهانی اختراعات کرواسی، آلمان، لهستان می‌باشد و تاکنون چندین بار به عنوان جوان برتر علم و فناوری کشور و برترین مخترع سال کشور ایران انتخاب شده‌است. و از سوی بسیاری از سازمان‌های، در سطوح ملی، بین‌المللی و جهانی مورد تقدیر قرار گرفته‌است. وی در سال ۲۰۱۹ ایده جدیدی برای ترویج صلح در جهان ارائه کرد که این ایده در مرکز جهانی صلح فرانسه، یکی از مراکز زیرمجموعه سازمان یونسکو قرار گرفت او در حال حاضر عضو هیئت تحریریه بسیاری از مجلات علمی بین‌المللی در دانشگاه‌های مختلف می‌باشد.

## سمت‌های جهانی
- سفیر جهانی صلح از طرف سازمان جهانی صلح در آمریکا[۲۱][۲۲]
- سفیر جهانی پیشگیری از کودک آزاری و رئیس شورای کشور ایران از طرف برنامه جهانی پیشگیری از کودک آزاری[۲۳]
- سفیر و مسئول دائم شورای کشور ایران در جشنواره جهانی جوانان خلاق در کشور سنگاپور[۲۴]
- سفیر صلح و حقوق بشر مؤسسه بین‌المللی صلح[۲۵]
- سفیر انجمن جهانی پارکینسون واقع در کانادا[۲۶][۲۷]
- سفیر و مسئول شورای کشور ایران ار طرف مؤسسه جهانی صلح INSPD[۲۸]
- عضو آکادمی علوم پزشکی[۲۹][۳۰][۳۱]

## دستاوردهای ملی و بین‌المللی
- مدال طلای مسابقات جهانی اختراعات کرواسی[۳۲][۳۳][۳۴]
- مدال برنز مسابقات جهانی اختراعات کرواسی[۳۵][۳۶][۳۷]
- مدال نقره مسابقات جهانی اختراعات آلمان[۳۸][۳۹][۴۰][۴۱]
- دریافت مدال جهانی IWIS در سال ۲۰۰۸ از کشور لهستان[۴۲][۴۳][۴۴]
- جوان برتر علم و فناوری کشور[۴۵][۴۶][۴۷]
- جوان برتر ایران در جشنواره جوان ایرانی[۴۸][۴۹][۵۰]
- جایزه علمی و پژوهشی سادات[۵۱][۵۲]
- کشف اثر داروی گیاهی جدیدی برای درمان آفت دهان[۵۳][۵۴][۵۵][۵۶][۵۷][۵۸]
- جوان مخترع و مبتکر برتر کشور و دریافت نشان از رئیس‌جمهور در جشنواره جوان[۵۹][۶۰][۶۱][۶۲]

## کتاب‌ها
- چگونه مخترع شویم[۶۳]
- کنکاشی در بیوتروریسم[۶۴]
- روش‌های نوین در جذب فلزات سنگین[۶۵]
- داروهای ضد میکروبی گیاهی[۶۶][۶۷]